# Rudolph Giuliani
Rudolph William Louis Giuliani, detto Rudy (New York, 28 maggio 1944), è un politico, avvocato e imprenditore statunitense, sindaco di New York per il Partito Repubblicano dal 1º gennaio 1994 al 31 dicembre 2001. In precedenza è stato Procuratore Generale Associato degli Stati Uniti dal 1981 al 1983 e Procuratore degli Stati Uniti per il Distretto Sud di New York dal 1983 al 1989.
Durante il suo mandato ha attuato una politica di repressione del crimine definita tolleranza zero. che gli ha permesso di accreditarsi come l'uomo che aveva ridotto il numero di crimini commessi migliorando la situazione newyorkese..
Nel 2000 si è candidato contro la First Lady Hillary Clinton per un seggio al Senato degli Stati Uniti da New York, ma ha lasciato la corsa una volta che gli è stato diagnosticato un cancro alla prostata.  Per la sua leadership di sindaco dopo gli attacchi dell'11 settembre 2001, è stato chiamato "sindaco d'America" ed è stato nominato "Persona dell'anno" dalla rivista Time per il 2001. Nel 2002, Giuliani ha fondato una società di consulenza in materia di sicurezza, Giuliani Partners, e ha acquisito, ma successivamente venduto, una società di investment banking, Giuliani Capital Advisors. Nel 2005 è entrato a far parte di uno studio legale, rinominato Bracewell & Giuliani.  In lizza per la nomination presidenziale del Partito Repubblicano del 2008, Giuliani era uno dei primi favoriti ma ha ottenuto scarsi risultati nelle elezioni primarie; in seguito si ritirò e appoggiò il successivo candidato del partito, John McCain. Dopo aver rifiutato di candidarsi a governatore di New York nel 2010 e alla nomination presidenziale repubblicana nel 2012, Giuliani si è occupato delle sue aziende.
Dopo aver consigliato Donald Trump durante la sua campagna presidenziale del 2016 e la prima amministrazione, Giuliani è entrato a far parte del team legale personale del presidente Trump nell'aprile 2018, rimanendovi durante le elezioni presidenziali del 2020. Le sue attività come avvocato di Trump hanno portato ad accuse di corruzione e speculazione.   Nel 2019, Giuliani è stato una figura centrale nello scandalo Trump-Ucraina.  Dopo le elezioni presidenziali del 2020, ha rappresentato Trump in molte cause intentate nel tentativo di ribaltare i risultati elettorali, facendo accuse e smentite su macchine per il voto truccate, frodi elettorali  e una cospirazione comunista internazionale.  Giuliani intervenne alla manifestazione che precedette l'attacco al Campidoglio degli Stati Uniti del 6 gennaio, dove parlò di frode elettorale e chiese un "processo per combattimento". In seguito, è stato anche elencato come co-cospiratore non incriminato nell'accusa federale sui presunti tentativi di Trump di ribaltare le elezioni.
Nell'agosto 2023 è stato incriminato nell'accusa relativa alle elezioni del 2020 in Georgia.  Più tardi, sempre nel 2023, Giuliani ha perso 148 milioni di dollari in una causa per diffamazione relativa alle sue affermazioni su due lavoratori elettorali in Georgia e ha tentato senza successo di dichiarare bancarotta.  Nell'aprile 2024 è stato incriminato con accuse relative alle elezioni del 2020 in Arizona. Il 2 luglio 2024 è stato radiato dall'albo degli avvocati dello Stato di New York  e il 26 settembre 2024 è stato radiato dall'albo degli avvocati nel Distretto di Columbia.

## Biografia
Rudolph Giuliani nasce il 28 maggio 1944 ad East Flatbush, un quartiere di Brooklyn (N.Y.), figlio di Harold Angelo Giuliani (1908–1981), un gestore di case da gioco clandestine statunitense figlio di immigrati italiani (Rodolfo ed Evangelina Giuliani) originari di Marliana (PT), e di Helen D'Avanzo (1909-2002), una casalinga statunitense anch'ella figlia di immigrati italiani (Luigi e Adelina D'Avanzo). 
Dopo aver svolto vari lavori, riesce a diplomarsi e poi a laurearsi due volte: al Manhattan College, e alla "Law School" dell'Università di New York (laurea in legge). A 27 anni ottiene l'incarico di Procuratore distrettuale di Manhattan; fa presto carriera giuridica: diviene capo della sezione narcotici e poi assistente del viceministro della giustizia, trasferendosi a Washington.

## Carriera politica
Nel 1977 torna a New York acquisendo notorietà come avvocato. Nel 1981 è nominato assistente del procuratore generale, terza carica per importanza nel Dipartimento di giustizia. Nel 1983 Ronald Reagan lo nomina procuratore federale del South District di New York. Qui si occupa tenacemente della lotta alla droga e al crimine organizzato, guadagnandosi l'appellativo di "Procuratore di ferro". In questo periodo collabora anche con Giovanni Falcone e Paolo Borsellino nelle indagini sulla mafia e il narcotraffico.

### Sindaco di New York
Incomincia la cosiddetta "ripulitura di New York", che lo fa soprannominare ironicamente "lo Sceriffo". Inoltre si pone come obiettivo di eliminare la corruzione nei grossi ambienti finanziari. Nel 1989 lascia la carica per candidarsi come Sindaco per il Partito Repubblicano, ma viene sconfitto dal democratico David Dinkins. Nel 1993 verrà invece eletto. La politica di "tolleranza zero" diventa una sua costante, attirandosi pesanti critiche per l'eccessiva severità su reati minori e la violenza attuata da alcuni poliziotti, tuttavia gli omicidi e la violenza delle strade newyorkesi si riducono.
Giuliani viene rieletto nel 1997. Si candida per il Senato degli Stati Uniti contro Hillary Clinton ma si ritira a causa della scoperta d'esser malato di tumore, dal quale guarirà, e dei sondaggi che lo vedono in netto svantaggio. Nello stesso periodo, la moglie, la giornalista Donna Hanover, chiede il divorzio a causa di un tradimento; Giuliani va a vivere temporaneamente con due amici e questo causa malumori in elettori conservatori e clamore nell'opinione pubblica. Dopo l'attentato dell'11 settembre 2001, Giuliani si pone in prima linea per far ripartire la città, e viene eletto "Uomo dell'Anno" dal Time.

### Dopo il mandato di sindaco
Dopo aver lasciato la carica di sindaco, alla scadenza del mandato, nel 2002 fonda Giuliani Partners (consulenza), acquisisce e successivamente vende Giuliani Capital Advisors (investimenti bancari) e si unisce a una società del Texas mentre apre un ufficio a Manhattan per la società ribattezzata Bracewell & Giuliani (servizi legali). La lascerà nel gennaio 2016 con un accordo amichevole, lo studio tornerà a chiamarsi Bracewell LLP.

Giuliani (a sinistra) e Colin Powell

Nel 2008 si candida alle elezioni primarie per la Presidenza degli Stati Uniti in vista delle elezioni presidenziali di quell'anno. La sua tattica elettorale, snobbare gli stati piccoli per concentrarsi su quelli più popolosi, non porta buoni frutti e dopo la disfatta in Florida (in cui ottiene solo il 15%, senza ottenere delegati), cioè lo stato in cui aveva maggiormente concentrato i suoi sforzi, si ritira dalla competizione elettorale per appoggiare John McCain, che otterrà la nomination repubblicana ma verrà poi sconfitto da Barack Obama.
Il 7 aprile 2016 dichiara il suo endorsement al miliardario newyorkese Donald Trump alle primarie dello Stato di New York. Giuliani, secondo la stampa, sarebbe divenuto uno dei più stretti collaboratori del candidato dei repubblicani.
Nel gennaio 2017 viene nominato Consigliere per la sicurezza informatica della Casa Bianca dal presidente Donald Trump. Nell'aprile 2018 Giuliani diventa uno degli avvocati personali di Trump. Da allora è apparso nei media in difesa di Trump. Nel settembre 2019 Giuliani è coinvolto nella vicenda legata alla controversia Trump-Ucraina che ha portato all'indagine sull'impeachment contro Donald Trump.

## Pensiero politico
Giuliani è considerato un liberista e la sua visione politica si può riconoscere nel conservatorismo liberale. La sua politica è stata incentrata principalmente sulla lotta al crimine. Tuttavia le sue idee sono ritenute generalmente moderate e non eccessivamente conservatrici o reazionarie. Nel 2011 ha appoggiato la corsa al Senato statunitense di Linda McMahon.

### Controllo del crimine

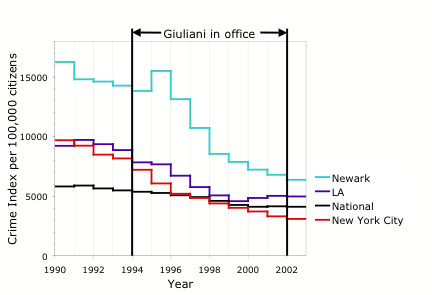
Crimini nelle maggiori città Americane (1990-2002).

Nel suo primo mandato come sindaco, Giuliani, in collaborazione con il commissario Bill Bratton del Dipartimento di polizia di New York, adottò una strategia che prevedeva forti deterrenti basata su una ricerca di James Q. Wilson e George Kelling. Questo comprese anche forti azioni repressive nei confronti di reati minori come graffiti, turnstile jumping (il salto dei tornelli della metro), e squeegeemen (i lavavetri ai semafori), con l'idea di mandare un chiaro messaggio alla criminalità in generale e che la città sarebbe stata "ripulita".
Giuliani inoltre diresse il Dipartimento di polizia di New York in forti indagini contro aziende che potessero avere collegamenti con la mafia, come il Fulton Fish Market e il Javits Center nel West Side (attività della famiglia Gambino). Così facendo la città riuscì a salvare un guadagno di 600 milioni di dollari. Nella lotta alla famiglia mafiosa dei Gambino (oltre che a quella degli Inzerillo), Giuliani ebbe modo di collaborare col magistrato Giovanni Falcone sin dal 1988: l'operazione anti-crimine è nota come "Iron Tower".

### Posizioni su aborto e coppie di fatto
Le parti più conservatrici dei repubblicani (soprattutto la componente religiosa della destra evangelica) hanno riserve su di lui, specialmente a causa delle posizioni liberali su aborto (Giuliani non si dichiara esplicitamente contrario) e coppie di fatto (è favorevole al riconoscimento legale delle coppie di fatto, comprese quelle omosessuali). È inoltre tendenzialmente favorevole alla ricerca sulle cellule staminali embrionali.

## Procedimenti giudiziari e professionali relativi alle elezioni del 2020
Nel periodo delle elezioni presidenziali del 2020 Giuliani è stato l'avvocato personale ed uno dei più stretti consiglieri dell'allora Presidente Donald Trump e ha condotto diversi sforzi, a vari livelli, per evitare che il legittimo vincitore della tornata elettorale, il democratico Joe Biden, divenisse Presidente degli Stati Uniti. Giuliani non ha mancato di compiere false dichiarazioni e diffondere teorie complottistiche nel tentativo di delegittimare la vittoria di Biden.
Per queste sue azioni, nel 2021 è stato sospeso dall'Ordine degli Avvocati dello Stato di New York, mentre nel luglio 2023 l'Organo disciplinare dell'Ordine degli Avvocati di Washington ha chiesto che Giuliani venga bandito definitivamente dall'esercizio della professione forense nel Distretto di Columbia.
Il 14 agosto 2023 la Procuratrice distrettuale della Contea di Fulton (Georgia) Fani Willis, ha annunciato l'incriminazione di Giuliani, insieme ad altri tra cui l'ex Presidente Donald Trump e l'ex Capo di Gabinetto della Casa Bianca Mark Meadows, per aver cospirato nel tentativo di ribaltare le elezioni presidenziali del 2020 nello Stato della Georgia, vinta per meno di mezzo punto percentuale da Biden.

## Nella cultura di massa
- Giuliani compare in brevi cameo nel film Terapia d'urto (Anger Management), nel film Sperduti a Manhattan,  nella serie televisiva Innamorati pazzi e nell'episodio 11x01 di Law & Order - I due volti della giustizia , interpretando il ruolo di se stesso.
- Viene citato da Notorious B.I.G. nel suo brano Everyday Struggle, tratto dall'album Ready to Die (1994). Nel brano rapper critica velatamente l'allora sindaco di New York, reo di avallare le brutalità della polizia nei confronti dei giovani afroamericani, sottolineando le condizioni di povertà e degrado nei sobborghi.[42]
- Viene citato nel film Io vi dichiaro marito e... marito dal capitano dei vigili del fuoco Phineas J. Tucker, come l'ultimo tra i molti sindaci newyorkesi ad averlo menzionato positivamente.
- Appare in una puntata della quindicesima stagione de I Simpson, dove viene usata una sua foto da parte di Homer per convincere gli elettori, attraverso dei messaggi subliminali che dicono "Yes on 232" ("Sì alla 232"), a votare a favore di una proposta di legge.
- Viene citato nella terza stagione della serie animata Futurama, ambientata nell'anno 3000, dove Philip J. Fry passeggia per le strade deserte della vecchia New York e dice: "Vi ricordate quando Giuliani metteva le multe ai pedoni?", per poi essere investito da una lucertola gigante.
- La sua figura appare nella miniserie TV di Netflix Painkiller (2023), come avvocato difensore dell’azienda farmaceutica Purdue Pharma, nel caso riguardante i problemi di abuso di ossicodone, venduto negli USA con il nome commerciale di OxyContin.
- Giuliani compare, non recitando, nel film del 2020 Borat - Seguito di film cinema, in cui viene intervistato dalla figlia del protagonista. Un particolare ha lasciato non poche controversie: non appena i due vanno in una camera da letto lui istintivamente mette le proprie mani dentro i pantaloni, ma viene fermato da Borat che dice "Ha 15 anni, è troppo vecchia per te!"
- Giuliani è stato uno dei concorrenti di The Masked Singer travestito da Jack in the box e creando varie controversie.

## Sostenitori in Italia
Il deputato Benedetto Della Vedova ha creato Italians for Rudy Coalitions una coalizione di politici e cittadini in accordo col suo programma che appoggiava la sua corsa per la Casa Bianca.